# Isla San Agustín
Isla San Agustín är en ö i Mexiko. Den ligger nära stranden Playa San Agustín och tillhör kommunen Santa María Huatulco i delstaten Oaxaca, i den södra delen av landet. Arean är 0,12 kvadratkilometer.